# 田野崎昭夫
田野崎 昭夫（たのさき あきお、1929年 - ）は、日本の社会学者である。中央大学文学部教授を長年勤め、現在、中央大学名誉教授。

## 略歴
- 1929年 岩手県遠野市生まれ
- 1953年 東北大学文学部卒業
- 1958年 同大学院文学研究科修了後、同年中央大学文学部講師
- 1962年 中央大学文学部助教授
- 1970年 同文学部教授
- 1971年 アメリカ・ハーバード大学客員研究員
- 1992年 イギリス・シェフィールド大学客員教授
- 1999年 中央大学文学部定年退職　中央大学名誉教授
- 2009年4月 瑞宝中綬章受章[1]

## 著書
- 『現代の社会集団』誠信書房、1971
- 『集団の社会学』中央大学出版部、1998

## 共編著
- 樺俊雄共著『NHK大学講座社会学』日本放送出版協会、1968
- 『パーソンズの社会理論』誠信書房、1975
- 『企業合理化と地方都市 釜石市における対応と展開』東京大学出版会 、1985.2
- 『現代都市と産業変動 複合型産業都市浜松とテクノポリス』恒星社厚生閣、1989.2
- 『地域社会計画の研究』学文社、1996.2
- 山本鎭雄共編著『新明社会学の研究　論考と資料』時潮社、1996
- 『現代社会学のパースペクティブ』学文社、2000.4

## 翻訳
- カール・マンハイム著、鈴木広共訳『世代・競争』誠信書房、1958
- 『マンハイム全集2』収録「精神的領域における競争の意義」潮出版社、1975
- 『マンハイム全集6 自由・権力・民主的計画』潮出版社、1976.12
- T.パーソンズ著『社会体系と行為理論の展開』誠信書房、1992.6